# Rheinbrücke Leverkusen

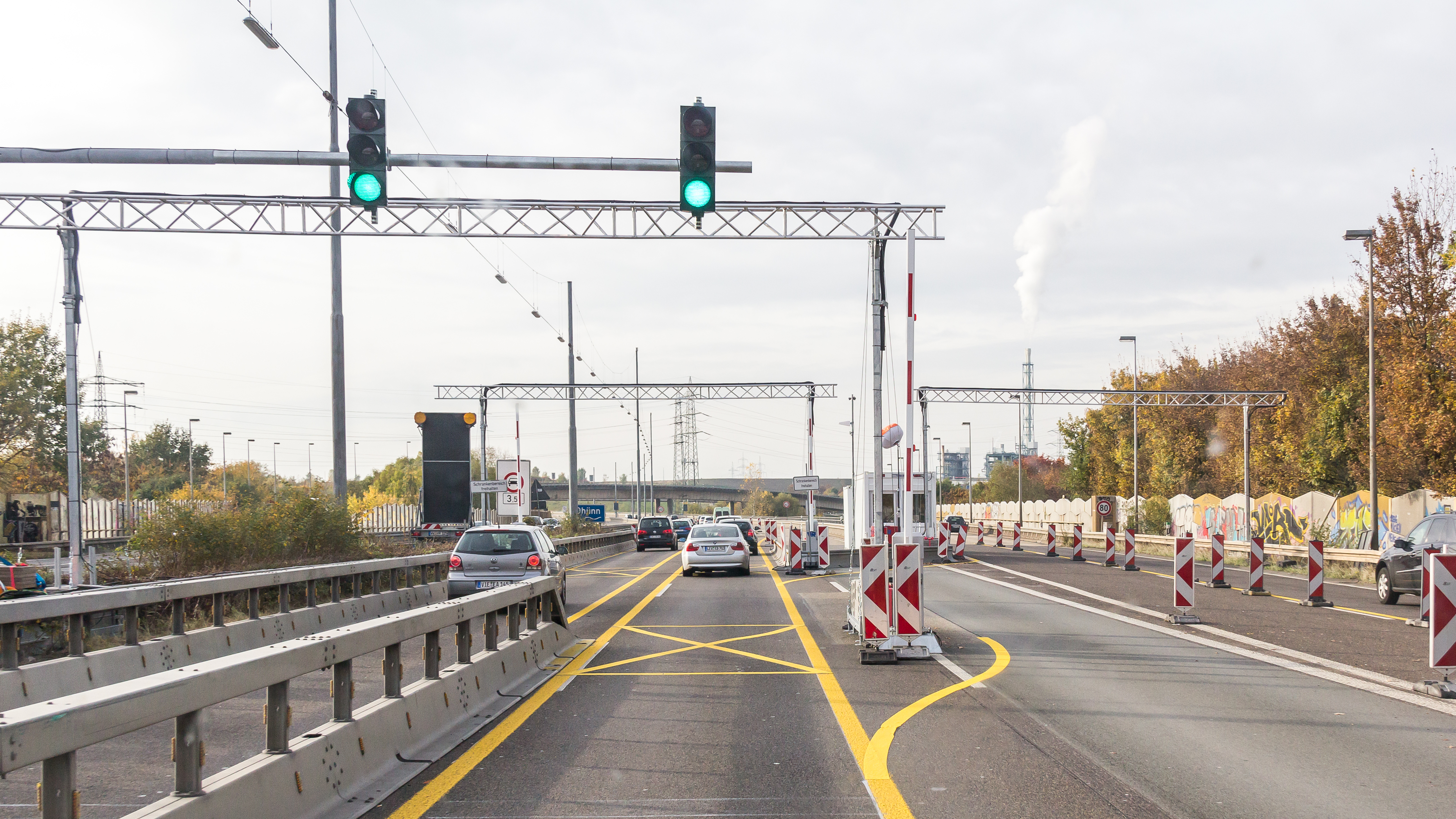
Sygnalizacja świetlna i szlaban przed wjazdem na most. Pojazdy cięższe niż 3,5 t i szersze niż 2,3 m muszą w tym miejscu opuścić autostradę A1. Zdjęcie zrobiono 1 listopada 2016 roku.

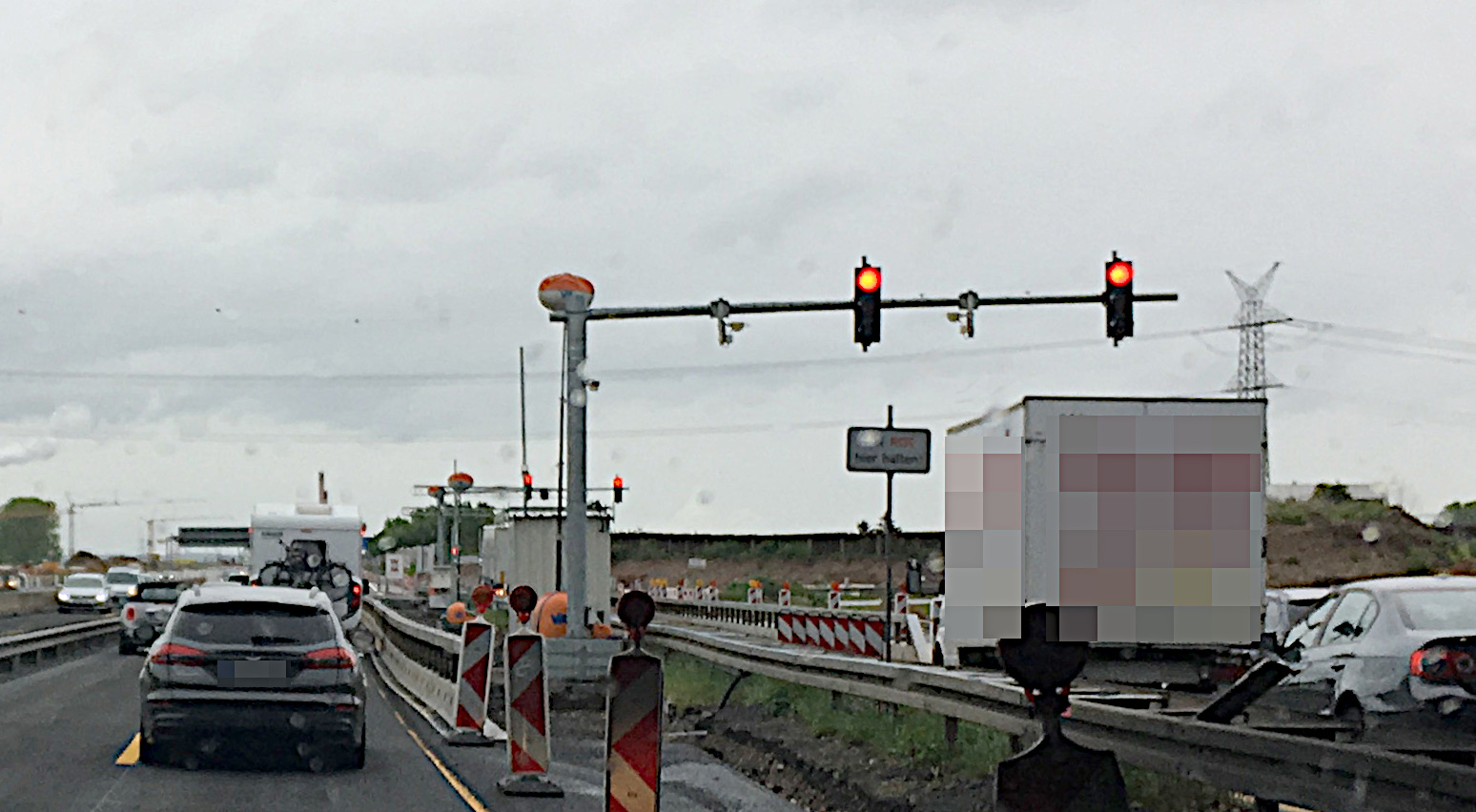

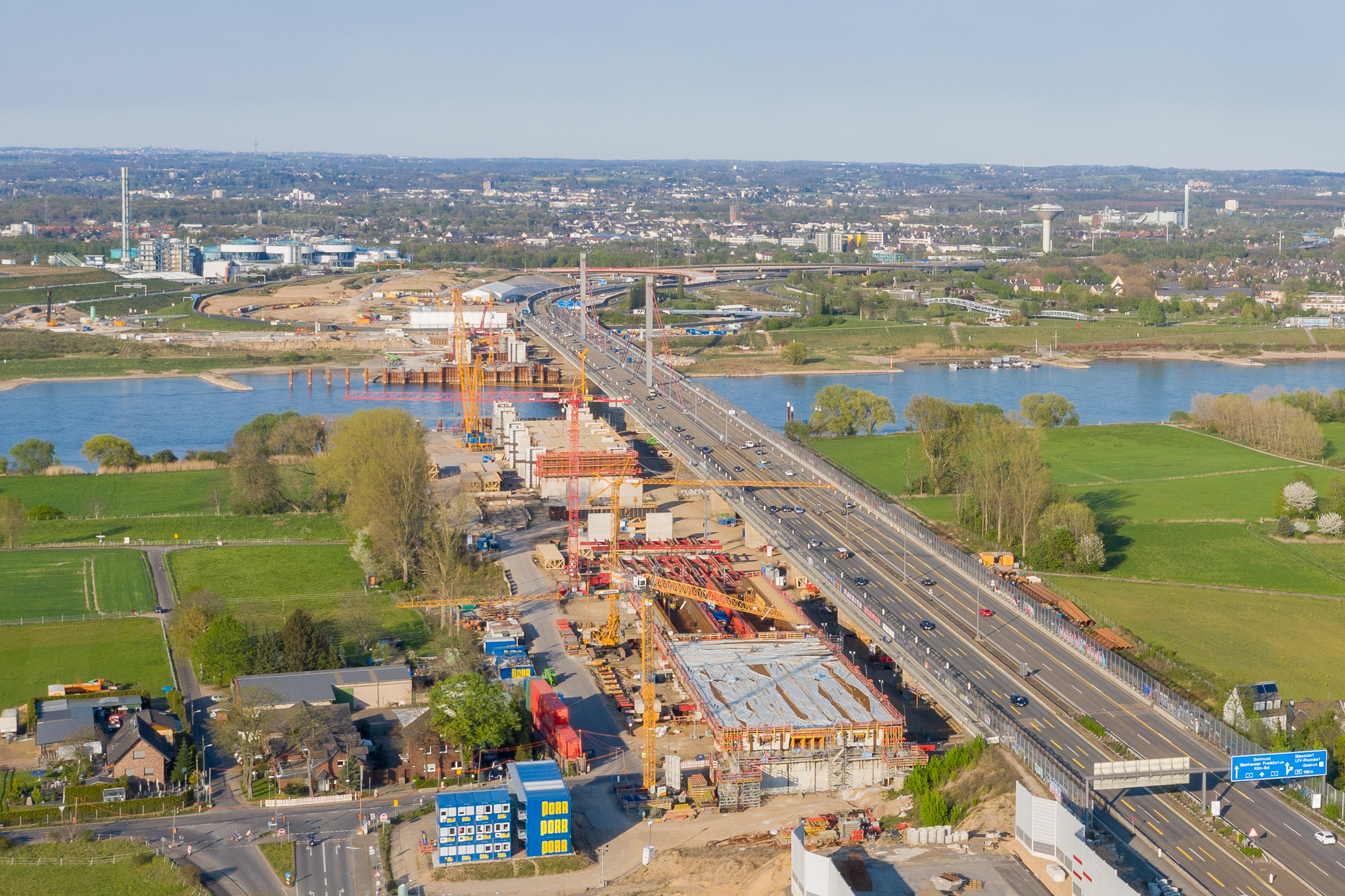
Zdjęcie lotnicze budowy nowego mostu (2020)

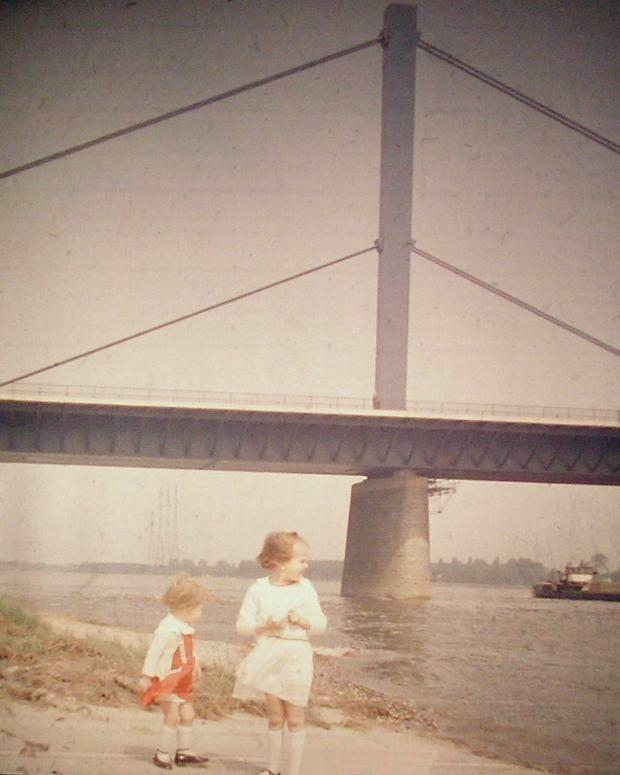
Most przed oddaniem do użytku w 1965 r.

Rheinbrücke Leverkusen – most nad Renem na niemieckiej autostradzie A1 oraz część północnej obwodnicy kolońskiej. Przeprawę otwarto 5 lipca 1965 roku.
Most łączy kolońską dzielnicę Merkenich na zachodzie z Leverkusen-Wiesdorf na wschodzie. Ponieważ granica miast przebiega przez Ren, most w Leverkusen jest uwzględniany również za ostatni most północny na Renie należący do Kolonii. Budowa mostu została rozpoczęta 1962 na podstawie projektu Hellmuta Homberga. Most został oddany do użytku 5 lipca 1965. Posiada 6 pasów ruchu samochodowego oraz po 1 pasie ruchu rowerowego i 1 pasie dla przechodniów w obie strony.
Z powodu fatalnego stanu technicznego wprowadzono ograniczenia w ruchu pojazdów – od 30 listopada 2012 roku z mostu nie mogą korzystać pojazdy o wadze ponad 3,5 tony. Po wykonaniu doraźnych prac naprawczych ograniczenie zostało zniesione 3 marca 2013 roku i wprowadzono je ponownie 16 czerwca 2014 r. Z powodu wciąż poruszających się po moście ciężkich pojazdów jesienią 2016 r. za kwotę 5 milionów € zainstalowano system sygnalizacji świetlnej i szlabanów blokujący wjazd pojazdom cięższym niż 3,5 t i szerszym niż 2,3 metra.
14 grudnia 2017 roku oficjalnie rozpoczęto budowę nowego mostu dokonaniem symbolicznego wbicia tzw. pierwszej łopaty.